# ラザロの復活 (セバスティアーノ・デル・ピオンボ)

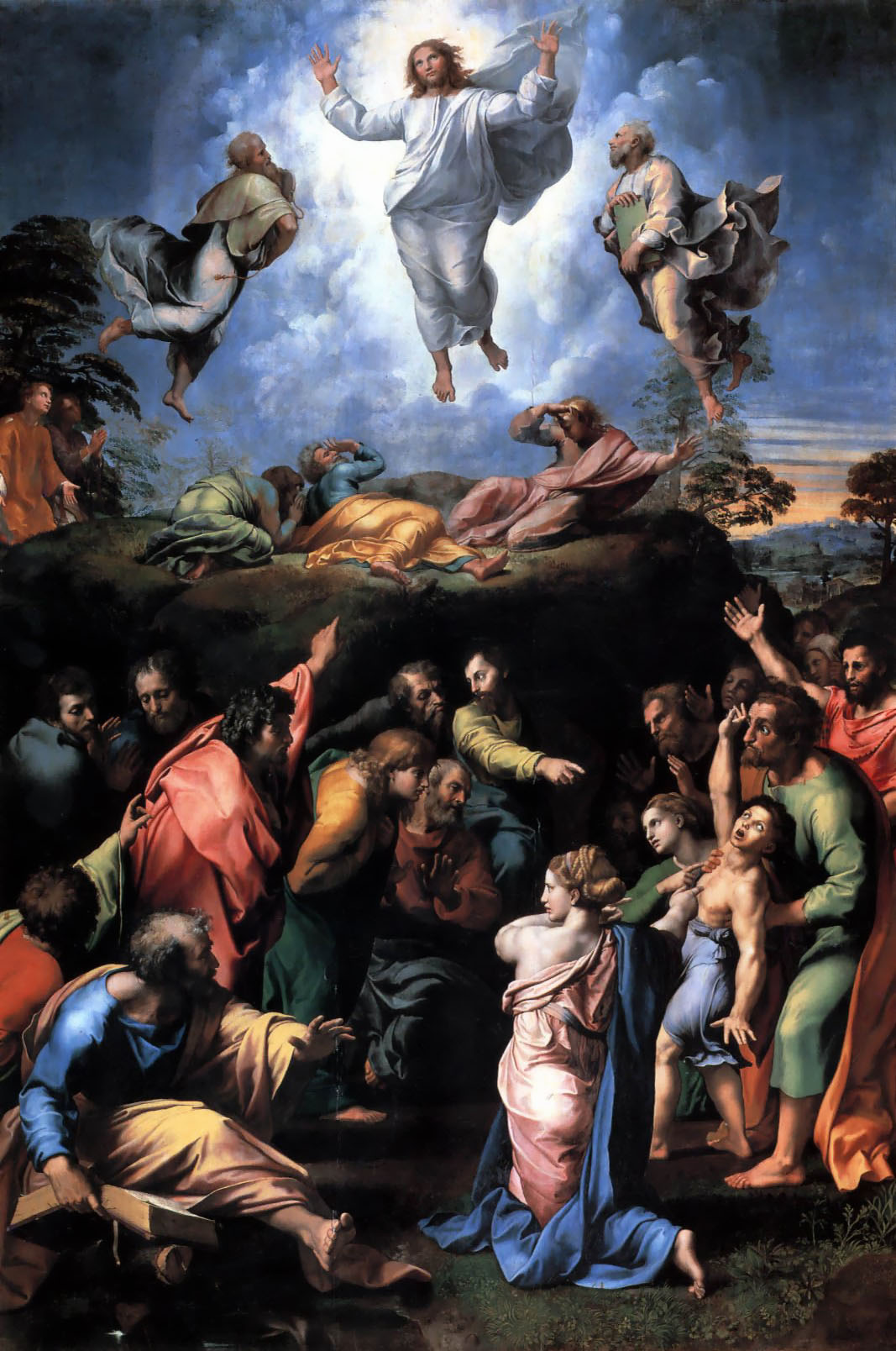
ラファエロ・サンティ『キリストの変容』

『ラザロの復活』（ラザロのふっかつ、伊: Resurrezione di Lazzaro、英: Resurrection of Lazarus）は、イタリア盛期ルネサンスのヴェネツィア派の画家セバスティアーノ・デル・ピオンボが1517–1519年にキャンバス上に油彩で制作した大祭壇画である。この作品のためにミケランジェロが何枚かの素描を供給している。南フランスのナルボンヌ大聖堂のために意図されたが、現在、ロンドン・ナショナル・ギャラリー に展示されている。作品の目録番号は「NG1」であり、1824年にナショナル・ギャラリーの設立時に目録に載せられた最初の絵画である。
作品は、当時ナルボンヌの大司教でり、後に教皇となったジュリオ・デ・メディチ枢機卿により委嘱された。枢機卿は自身の管区であったこの大聖堂を訪れることはないとしても、大祭壇画を贈っておこうと決めたのである。この委嘱は、セバスティアーノを「一種の代理人」、あるいは「手先」として利用したミケランジェロによって実質的に意図されたものであり、2人とラファエロ・サンティの間のライヴァル関係を反映したものであった。対抗作品となったラファエロの『キリストの変容』 (現在、ヴァチカン美術館所蔵、縦381センチ、横299センチ)  もナルボンヌ大聖堂のために委嘱された。ローマの批評家の意見は、ラファエロの絵画が勝ったと判決をくだした。
マイケル・レヴィによれば、絵画は「量感豊かな、身振りを表す人体と色彩の力技」であり、「おそらく、すべての要素がうまく融合しているわけではないものの、構図の壮大な様式は印象深く、その意識的な雄弁さにおいてバロックを見据えている」。
1511年にヴェネツィアからローマに到着したセバスティアーノは、ヴェネツィア派が名高かった色彩により、「一枚の絵画にこれまでに見たこともないほどの、最もすばらしく、最も微妙に変化する色彩の多様さを付与することにより」、ローマの批評家たちを幻惑しようと意図したのかもしれない。しかしながら、絵画の複雑な修復の歴史と、年月の影響とあいまったセバスティアーノの技法の様々な側面によって、絵画は一般的に暗く変色し、数々の色調の中には大きな変化を被ってしまったものもある 。

## 主題
「ラザロの死からの復活」は、中世とルネサンスの美術においてイエスの奇跡の中で最もよく描かれた。死に装束が描かれるために、最も驚異的で、最も視覚的に認識しやすいからである。芸術におけるイエス・キリストの生涯中の伝統的な一連の出来事の中で、「キリストの変容」の次の出来事であり、この主題はラザロの聖遺物を所有していたナルボンヌ大聖堂にはとりわけ相応しいものであった。イタリア語で「医師」を表すメディチ家は、イエス・キリストを治癒者 (羅: medicus) として表す諸主題にしばしば惹きつけられた。
「ヨハネによる福音書」(11章25) にある「私は復活であり、命である。私を信じる者は、死んでも生きる」というキリストの言葉通り、死んでから4日後にラザロは復活する。この逸話に関して異なる時間的出来事が一つの画面に描かれている (異時同図法) が、それらの出来事は福音書の記述通りに描かれている。 セバスティアーノと彼の同時代人たちにとって、ラザロの妹のマリアはマグダラのマリアと同一人物であった。今日、カトリック教会は、ラザロの妹のマリアは別の人物であるとプロテスタント側と合意している。 彼女はキリストの前に畏敬の念で跪いている人物で、福音書では「キリストの復活」に先立つ出来事となっている。
絵画に表されている中心場面は、「ヨハネによる福音書」 (11章44) から採られている。「すると、死人は手足を布でまかれ、顔も顔おおいで包まれたまま、出てきた。イエスは人々に言われた、『彼をほどいてやって、帰らせなさい』」。キリストは神の力に呼びかけるために片手を挙げ、もう一方の手で石棺の端に座っているラザロを指している。画面上部左側では、ユダヤ人とファリサイ派の人々の集団がこの出来事を語らっているところが描かれており、これは福音書の物語を締めくくるものである。オレンジ色の服を着て立っているのは、ラザロとマリアの姉マルタである。福音書では、墓が開けられる前、マルタは死体が匂うと抗議しており、彼女の手を挙げ、顔を背ける身振りは彼女が正しかったことを示唆している。
12人の使徒たちはキリストの左側と背後に集っている。左側に立っている横顔の青年は福音書記者ヨハネであり、跪いている髭の男は聖ペテロで、しばしば絵画に描かれる通りオレンジ色の外套を身に着けている。他の使徒たちは、個々がおそらく識別されるようには意図されていない。この盛期ルネサンスの舞台では、キリストさえ光輪を与えられておらず、福音書の物語が言及する特定のどんな個人であっても識別するのは難しい。マイケル・レヴィは、絵画は「明らかに肖像と思われる頭部で満ちている」と述べたが、少し前に制作されたラファエロの『アテナイの学堂』 (ヴァチカン宮殿) よりも、肖像を表す個々の人物についてははるかに推測がなされていない。
絵画は、キリストの下の石の壇上にラテン語で「SEBASTIANVS. VENETVS. FACIE|BAT」 (ヴェネツィア人セバスティアンがこれを制作した) と署名されている。出生時の名前はセバスティアーノ・ルチアーニ（Luchiani）であった画家は、ローマ到着後はセバスティアーノ・ヴェネツィアーノになった。1531年に教皇の印璽官になると、「デル・ピオンボ」という新しい愛称で呼ばれたが、それは彼の新しい職業の名称に由来する「鉛の」を意味する。

## 様式

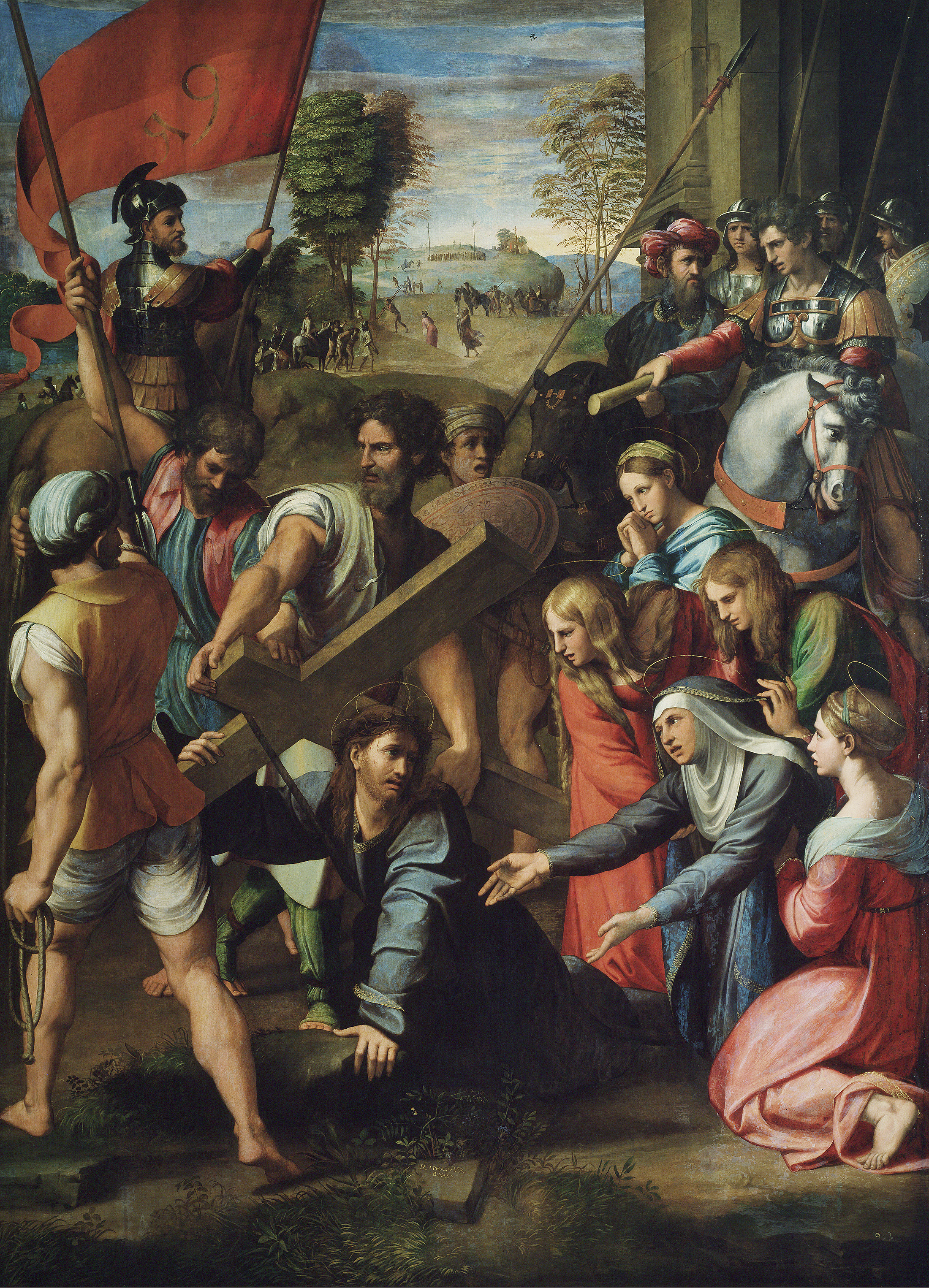
ラファエロ・サンティ『カルヴァリオへの道で倒れるキリスト』 (1514-1516年)、プラド美術館、マドリード

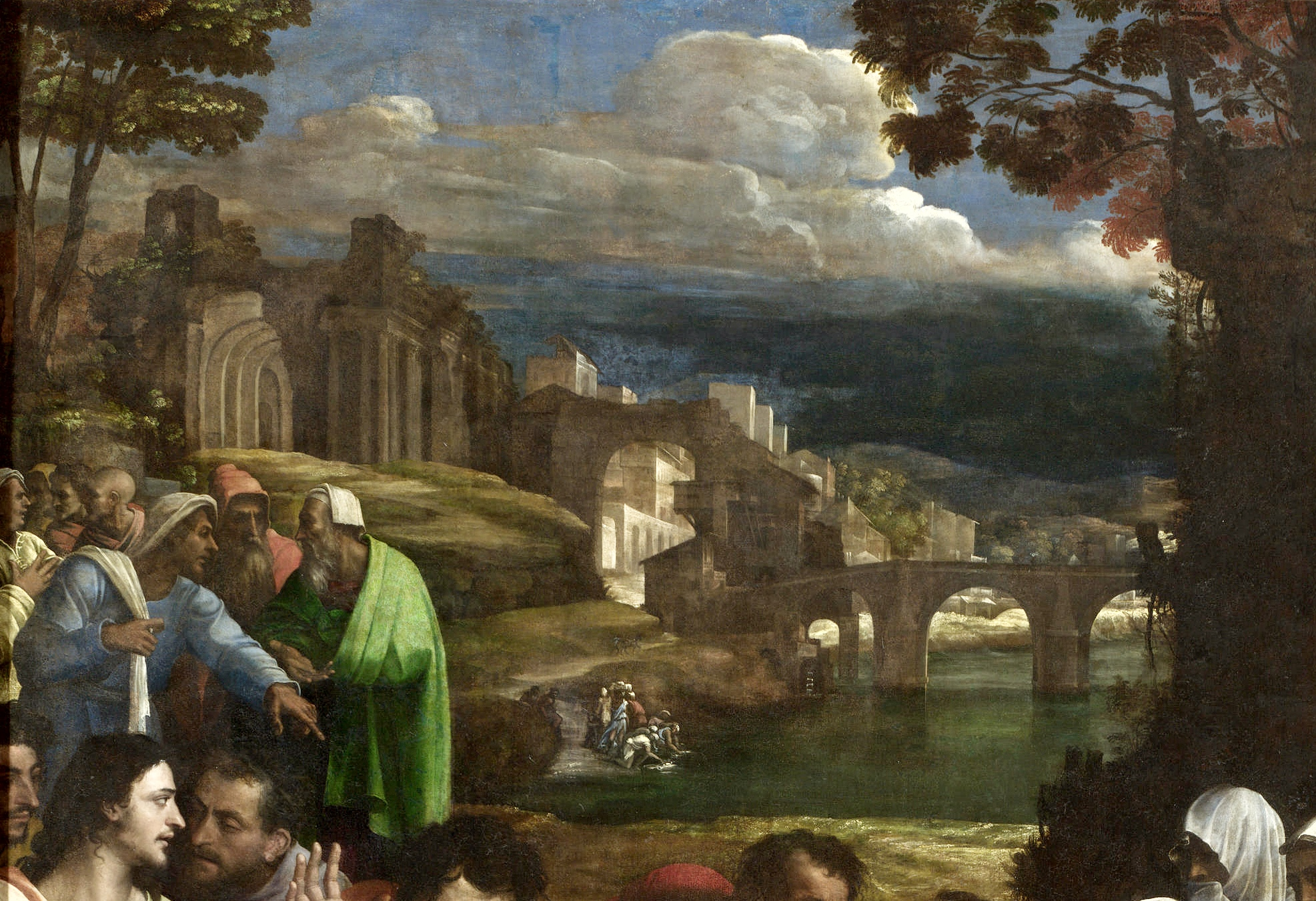
風景

絵画の制作は、セバスティアーノが故郷のヴェネツィアからローマに移ってから約5年後に始まり、壮大で古典的なローマ様式への彼の順応がうまく成し遂げられたことを示している。しかし、色彩は「目を魅惑するヴェネツィア的な輝きを保持している」。
本作はミランジェロの助けを借りた、ラファエロへの対抗作品としてみなされているものの、本作の全体の構図はラファエロからの影響を示している。実際に、縦長の画面に物語を配する手法は、ラファエロの祭壇画『カルヴァリオへの道で倒れるキリスト』 (プラド美術館) に由来する。ラファエロの祭壇画では、高い地平線の下の前景にドラマの中心場面を配置し、その他のドラマの場面を後景に配置しているのである。ナルボンヌ大聖堂のために制作された本作とラファエロの『キリストの変容』は1520年にわずか数日しかいっしょに展示されたことはなかった。両作品とも2人のライヴァル画家により非常な秘密裡に制作されたが、多くの点でよい対をなす作品であり、セバスティアーノがどれだけ多くのことをラファエロから吸収したかを示している。
本作においてセバスティアーノがミケランジェロから受けた援助は主要な男性像 (下の図を参照) に限定され、群衆と風景はセバスティアーノの構想になる。ローマ美術の壮大さを目指す一方、ヴェネツィア美術の雰囲気を吹き込み、地平線の高い広大な風景の中に人物たちを配した。ファリサイ派の人々は見物する群衆から遠く離れた場所で、キリストの死を画策している。女性の被り物、廃墟化した建物、橋などはローマ風であるが、移ろいやすい空模様はラグーナ (潟) の町ヴェネツィアを想起させる。貴重な顔料を用いた大胆な色調もヴェネツィア的である。

## 歴史

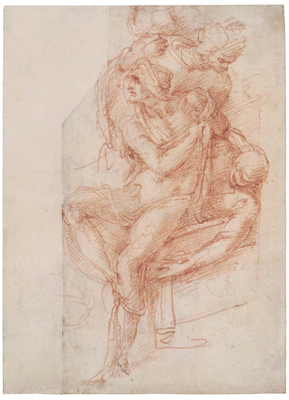
ミケランジェロによる素描『ラザロと周辺の人物像』。セバスティアーノが作品に用いた。大英博物館

### ローマにおける歴史
1516年、当時ナルボンヌの大司教で、後にクレメンス7世 (在位期間1523-1524年) となるジュリオ・デ・メディチ枢機卿 は、同年のより早い時期に委嘱したラファエロの『キリストの変容』と競合させて、セバスティアーノに『ラザロの復活』を委嘱した。本来言い渡された意図は、両作ともがナルボンヌ大聖堂に運ばれるというものであったが、枢機卿はナルボンヌに一度も行ったことがなかったと思われる。両作品が不可避的に競合審査になるアイデアは、ミケランジェロによって提案されたようであり、彼は前年にセバスティアーノを「絵画における彼のための一種の代理人」として指定していた。その特定の意図は、ローマの絵画におけるラファエロの優位に挑むことで、ミケランジェロ自身は委嘱されたやり残しの彫刻プロジェクトに戻っていた。ミケランジェロはセバスティアーノの友人であっただけでなく、怨敵ラファエロを貶めたようとしていた。ジュリオ・デ・メディチ枢機卿は彼のアイデアに同調した。
後年、2人の画家を知っていたジョルジョ・ヴァザーリは、セバスティアーノとミケランジェロの協力について、絵画は「sotto ordine e disegno in alcune parti」と述べたが、これは非常に議論されてきた、やや曖昧な表現である。この表現は、「ミケランジェロの指示により、そして、いくつかの部分がミケランジェロの素描により」と訳すこともできるが、他の訳も可能である上に幅広い解釈の余地を残している。セバスティアーノは、描かれる人物の数によって絵画の価格を請求しようと意図していたが、それは当時、絵画の価格を見積もる一般的な方法であった。
ラザロと彼の周りの2人の人物用の素描はミケランジェロにより供給された。ここに載せられている大英博物館所蔵の素描に加えて、大英博物館とバイヨンヌには他の素描もあるが、すべてラザロと彼を支えている2人を表すものである。例外として足を描いた素描も1点あり、おそらくキリスト像に関連するものである。現代の図像解析技術により、下絵には異なるラザロ像があることが示されているが、それは明らかにミケランジェロの素描 (ここに載せられているもの) に合わせるために変更された。これは、絵画制作中の、おそらくミケランジェロが1518年1月にローマを訪問した際のことである。 セバスティアーノの素描は、ラザロ像のスケッチと聖ペテロ像のスケッチを含んでいるようである。
フランクフルトには、マルタの人物像のためのセバスティアーノの素描があり、それは絵画作品中のマルタ像に近い。現在は失われているミケランジェロのもっと多くの素描、少なくともキリスト像の素描の存在が何人かの研究者により仮定されてきた。さらに、セバスティアーノ、ミケランジェロが他の人物たちと交わした数々の手紙があり、それらは委嘱された絵画の進捗状況を記録している。 そうした手紙は、絵画制作中にミケランジェロがローマを離れていたことを示しており、彼は1518年1月にローマを訪問した時にのみ半分くらい完成していた絵画を見たことであろう。ミケランジェロにはレオナルド・セッライオ (Leonardo Sellaio) という信頼できる助手がいたが、彼はローマに残り、絵画の進捗状況について報告をした。
1519年の初めに絵画は完成していたが、ヴァチカン宮殿で一般の人々に公開されたのは1519年12月下旬のことであった。教皇レオ10世も含め見た人はみな賞賛し、「驚嘆して立ち尽くした」 (セバスティアーノとミケランジェロの共通の友人のミケランジェロ宛の手紙)。その後、絵画はナルボンヌに送られる前の翌年4月にふたたび展示された。この1520年4月12日からの第二回目の公開において、絵画はラファエロの『キリストの変容』といっしょに展示された。ラフェエロはそれ以前の4月6日に亡くなっており、『キリスの変容』は彼のアトリエに残された状態のまま、彼の遺体の傍に展示されていたのであるが、セバスティアーノの絵画とともに展示するために運ばれたのであった。ヴァザーリが記述するように 両作品とも賞賛されたが、ラファエロの作品の方がずっと好まれ、ジュリオ・デ・メディチ枢機卿はラファエロの作品は手放さないことに決めた。結局、セバスティアーノの作品のみがナルボンヌに送られた。

### フランスとイギリスにおける歴史

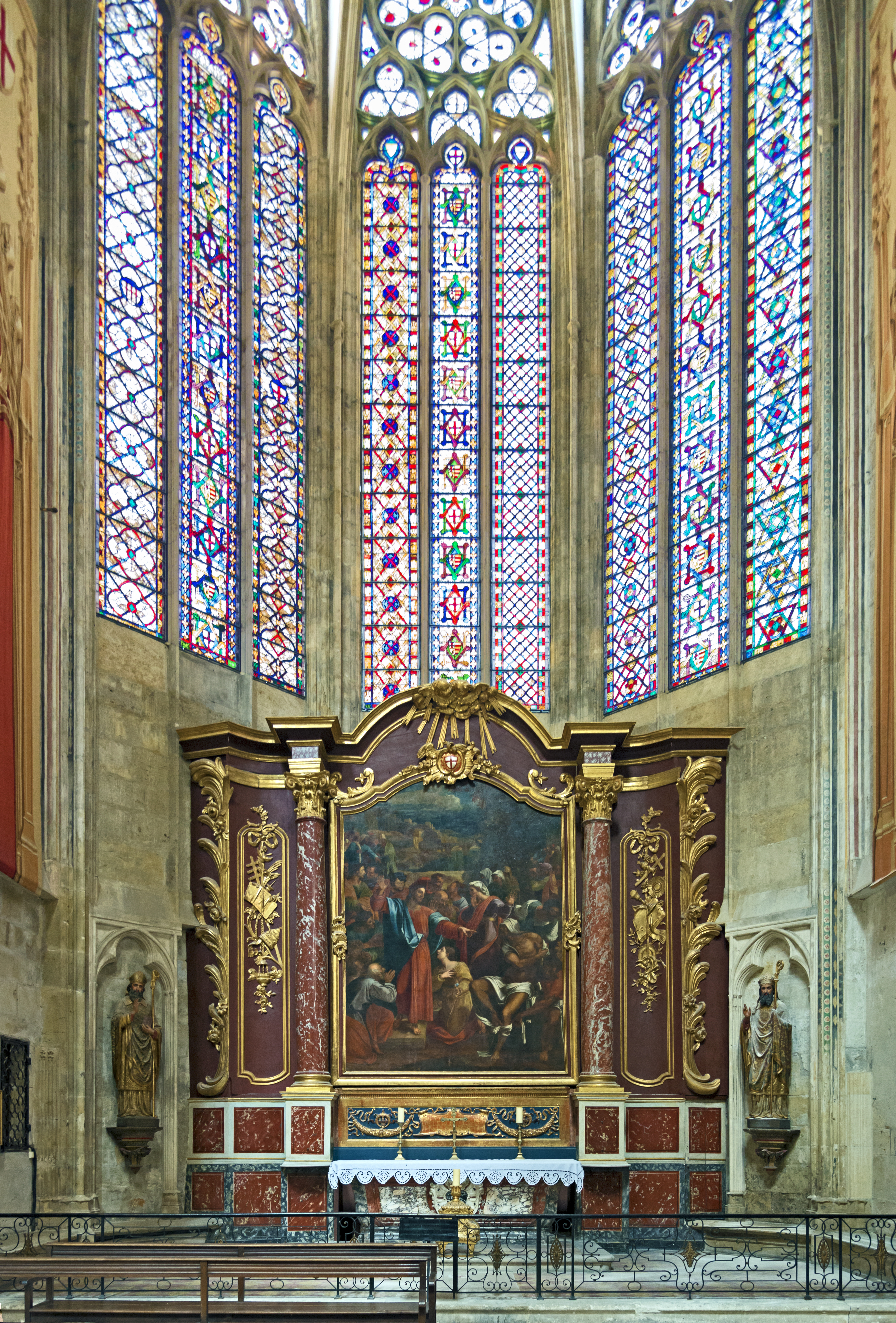
現在、ナルボンヌ大聖堂にある複製。本来の額縁用台座が絵画の下に見える。

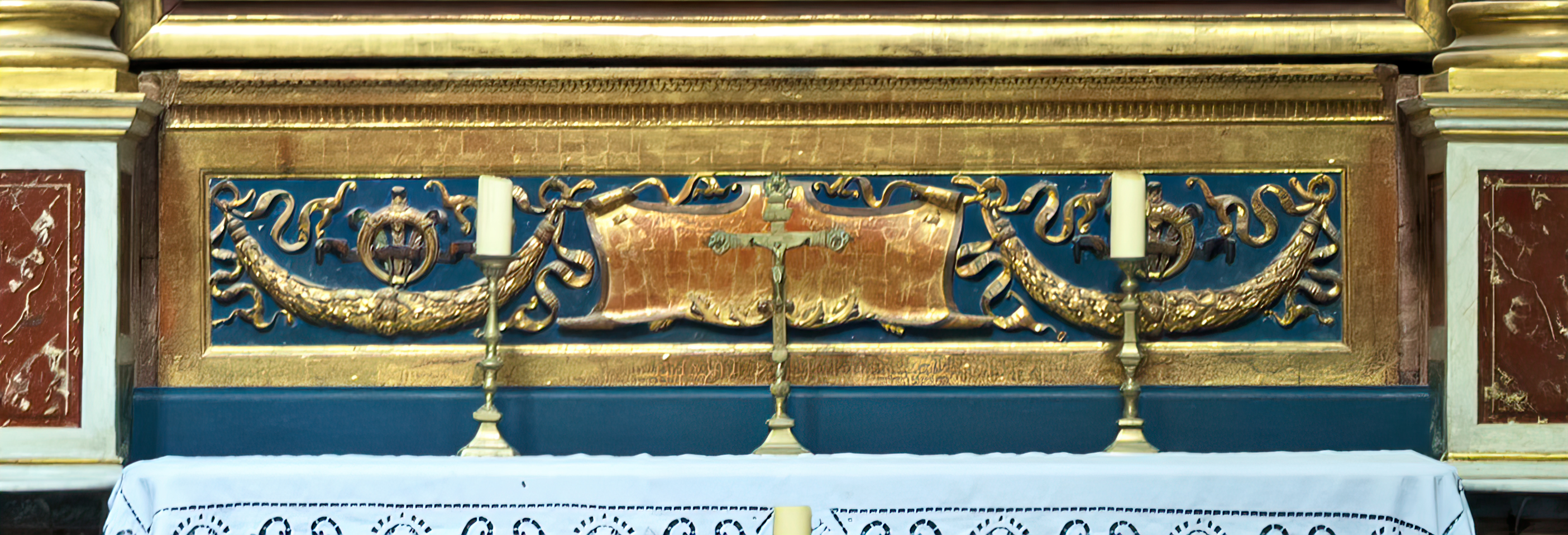
台座の拡大部分。本来の16世紀の額縁用台座の複製が現在、ロンドン・ナショナル・ギャラリーにある。

1722年、フランスの摂政であったオルレアン公フィリップ2世はナルボンヌの権力者を説得して、パリのオルレアン・コレクションのために絵画を譲渡させた。 絵画は、すぐにオルレアン公のパリの居住地であったパレ・ロワイヤルの素晴らしい環境で見事に公開された。彼は翌年亡くなり、購入の条件として約束された複製が1750年ごろにナルボンヌに送られた。この複製は、おそらくシャルル＝アンドレ・ヴァン・ローによるもので、現在もナルボンヌ大聖堂に掛けられている。
額縁の制作は、ラファエロとセバスティアーノの間の口論の原因であった。おそらくローマにおいて2人の作品が並べて展示されることを防ぐ方策として、ラファエロは両作品がフランスに到着した時点で額縁が制作されることを望んだが、セバスティアーノは額縁がローマで制作されるよう主張した。明らかにセバスティアーノの主張が通った。ナルボンヌの複製の下には、青色の地に金色の「洗練された」額縁用台座があり、2つの花輪の上に、羽根がダイアモンドの指輪から出ているメディチ家の紋章と「SEMPR」 (いつも) というモットーが表されているが、この額縁用台座はローマで制作されたものと思われる。これは現在、複製の額縁の下の裾絵、あるいは棚として扱われている。
おそらく1771年に、セバスティアーノの絵画は板からキャンバスに移転され、その結果、顔料のうちのいくつかは輝きを失ってしまった。特に明らかなのはキリストの赤色の衣服で、それはピンク色に変わってしまっている。
間違いなく、作品がすぐにローマを離れ、芸術の僻地であったナルボンヌに運ばれたために、作品をもとにした最初の版画が制作されたのは非常に遅く、それは1786年にオルレアン・コレクションが分散する前日の図像付き説明書においてであった。この版画はR・ド・ローネ (R. De Launay)  によるもので、版画であるため左右逆になっている。
1792年に、絵画は全オルレアン・コレクションとともに売却された。1793年に全コレクションはロンドンにもたらされ、絵画は最終的にコレクションを解体するために設立されたイギリスの協会により購入された。1798年12月26日のコレクション専用の競売で、『ラザロの復活』はロンドンの銀行家ジョン・ジュリアス・アンガースタインにより購入されたが、明らかにこれは画家のトーマス・ローレンスの要請によるものであった。価格は非常に高く、3,500ギニーであった。その重要性のために、絵画はアンガースタインの目録で第一番として記載された。1824年に彼のコレクションがイギリス政府によってロンドン・ナショナル・ギャラリーの設立のために購入された時、今や絵画は「NG1」として目録に記載され、公式にナショナル・ギャラリーに収蔵された最初の絵画となった。
「ミケランジェロとセバスティアーノ」と題されたナショナル・ギャラリーでの展覧会 (2017年6月25日終了) で、本作は2人の画家による何点かの準備素描、彼らの間の書簡とともに展示された。この展覧会のために、ナショナル・ギャラリーは、絵画に恒久的な新しい額縁と今もナルボンヌにある本来の額縁用台座の複製を制作した。この台座は青色と金色のもので、カルトゥーシュとメディチ家の紋章を有している。両側には金箔を施され、装飾された2本の古典的な柱があり、その上にはペディメントがある。本来の額縁は、ミケランジェロの意匠によるものかもしれないと考えられている。

## 修復の歴史
その大きさにもかかわらず、本作は元来、何枚かの板の上に描かれていた。使用された木材は現在、特定することはできないが、ラファエロの『キリストの変容』のように本作は数々の垂直の縦長板を使用したようである。一方、ヴェネツィア派の絵画としては、水平の横長板を使用するほうがより普通であったであろう。1770年代に、オルレアン・コレクションの絵画を修復する大がかりなキャンペーンがあり、本作も含め多くの絵画が板からキャンバスに移転された。ナショナル・ギャラリーによる本作の歴史と現在の状態に関する詳細な記述によれば、「この劇的で危険な介入は完全に不必要であったということは疑いえない」。結果として絵画は多くの損傷を被り、鑑定家で芸術理論家のリチャード・ペイン・ナイトは、「あの致命的な施術以降にしか絵画を見ていない人々は…以前、絵画がどのようなものであったかについて非常に不完全な認識しか持つことはできないのである」と記述している。
1820年代に、この絵画の「最も声高の賞賛者」であったベンジャミン・ウェストは、ラザロの右脚における損傷された部分を修復し、描きなおしたと記録されている。作品は、1834年、1852年、1867年にふたたびニスを塗られ、1881年には洗浄され、ふたたびニスを塗られた。その後、ロンドンの空気から守るために作品には１枚のガラスがあてられた。第二次世界大戦中の1939年に、ドイツによる空襲から守るために作品がペンリン城に疎開された時、剥離による絵具の損失が発見され、状態を安定化させるための後年の様々な試みは失敗した。

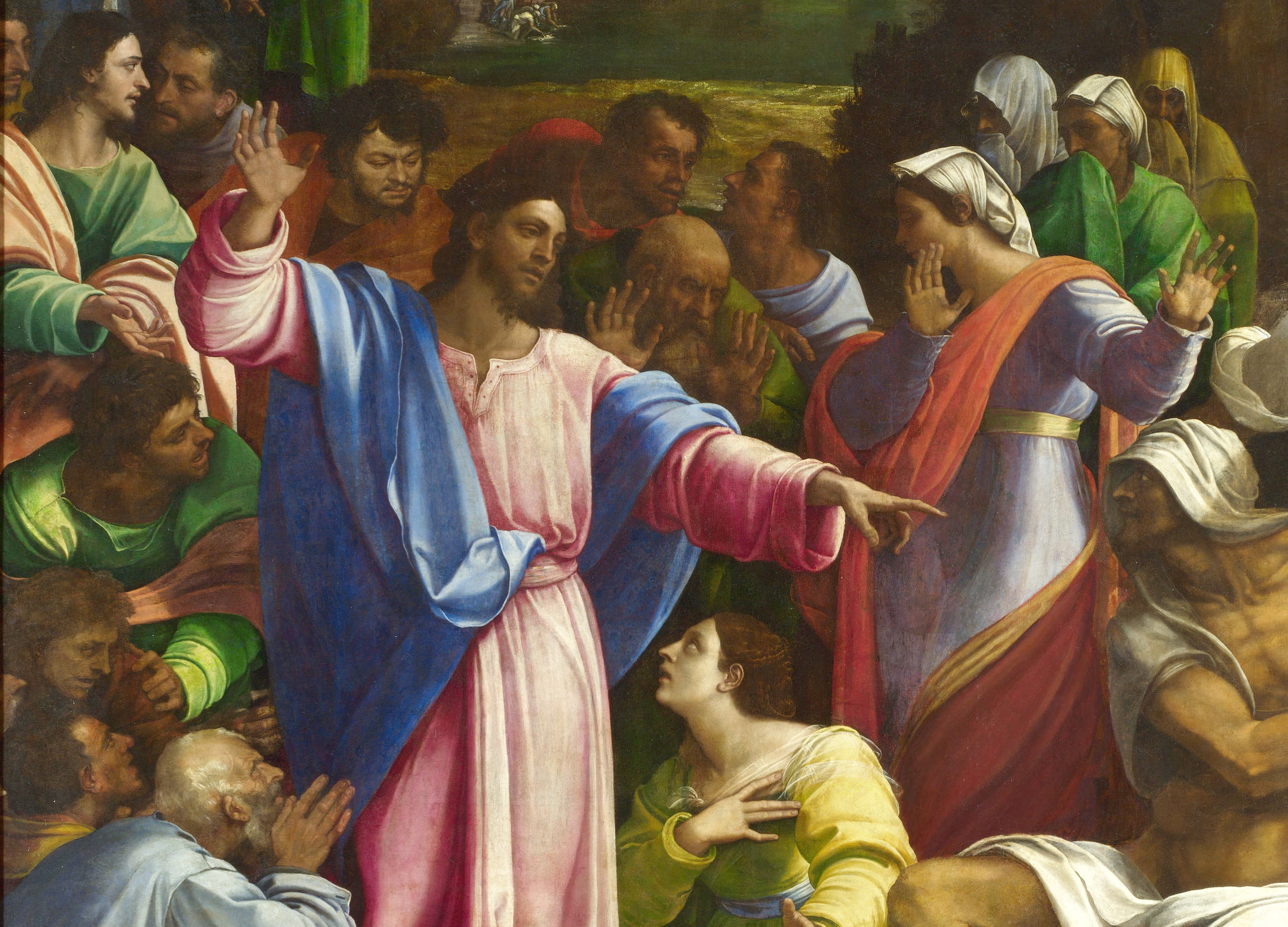
中央の人物像

1958年に、絵具の下の何層かのキャンバス中の糊を減らす意図で、支持体の大がかりな再構築がなされた。これらのキャンバス層は引きつり、絵具を押し上げ、剥離させていたのである。 4層のキャンバスがあると想定され、そのうちの3層を除去することが計画された。しかしながら、作業が進むと、絵具に最も近い層は実際にはキャンバスではなく、ひどく腐敗し、部分的に下地から離れ、絵具に付着している何枚かの紙であるという「警鐘となる発見」がなされた。 計画は、絵具を合板とハチの巣状の紙の堅い支持体に取り付ける前に、不活性の合成繊維が固定されたワックス樹脂の層を絵具に加えるように変更された。この方法は今日、用いられることはありそうにないが、確かに絵具の剥離を防いだ。2009年までに、絵画は移動された時には歪む傾向が出ていたため、現在では移動させることは極力避けられている。
新しい支持体が取り付けられた後、多くの古いニスが除去され、限定的な補筆がなされた。大がかりな作業と絵画の状態により、非常に多くの絵具のサンプルが採られることになり、それらのサンプルは今、2000年代に存在するより進んだ科学的技術を用いて再調査がなされている。このことにより、元来、絵画に用いられた顔料の多くの複雑な混合についてだいぶ理解できるようになった。
2009年に存在した調査のための機械では、下絵が見えるようにする図像解析を用いた完全な調査は可能ではなかった。そのような調査は、セバスティアーノが最初にミケランジェロの大きな協力を得た、ヴィテルボにある『ピエタ』で明らかになったように、本作の下絵におけるミケランジェロの関与についてより光をあてるかもしれないと考えられた。2017年までに、図像解析は、ミケランジェロの素描にもとづく現在のラザロ像がおそらくセバスティアーノによって構想された別の人物像の上に描かれていたことを実際に明らかにしたのである。